# Tim Parks

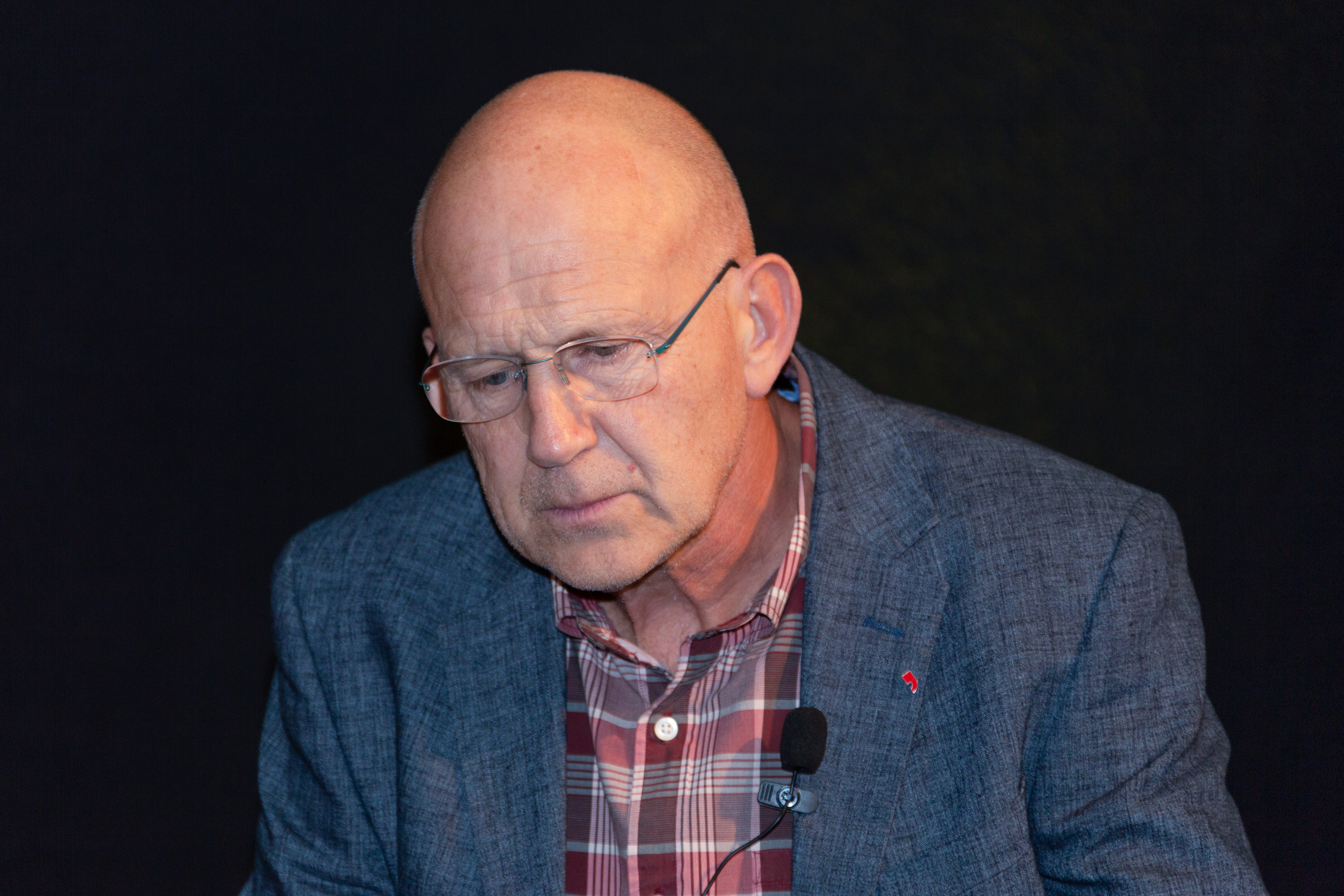
Tim Parks, 2018

Timothy Harold „Tim“ Parks (* 19. Dezember 1954 in Manchester, Großbritannien) ist ein britischer Schriftsteller und Übersetzer, der in Italien lebt.

## Biographie
Er studierte in Cambridge (Bachelor of Arts, 1977) und Harvard (Master of Arts, 1979). Seit 1981 lebt er in Italien, nahe Verona, und hat gemeinsam mit seiner aus Italien stammenden Frau, Rita Baldassarre, drei Kinder. Er ist Dozent an der Università IULM in Mailand und lehrt dort literarische Übersetzung. Parks gilt als gebildeter Kenner der europäischen Geistesgeschichte. 2017 wurde Parks geschieden und heiratete 2021 Eleonora Gallitelli.

## Arbeitsgebiete und Bücher
Zu seinen Arbeitsgebieten zählen Romane und Essays. Er übersetzte Werke von Roberto Calasso, Italo Calvino, Fleur Jaeggy, Alberto Moravia, Antonio Tabucchi und Giuliana Tedeschi ins Englische und von Samuel Beckett, James Joyce und Virginia Woolf ins Italienische. Er verfasste eine Neuübersetzung des Il principe von Niccolò Machiavelli. Seine in Großbritannien bekanntesten Romane sind  Italienische Verhältnisse und Mimis Vermächtnis, die vom Leben im heutigen Italien handeln. Bereits für seinen ersten Roman »Tongues of Flame« (1985; dt. »Flammenzungen«, 1990) wurde er mit dem Somerset Maugham Award und dem Betty Trask Prize ausgezeichnet. Außerdem schrieb er das Buch Eine Saison mit Verona, in dem er die Spiele des Fußballvereins Hellas Verona in der Saison 2000/2001 beschreibt und einen Einblick in das Lebensgefühl der italienischen Tifosi gibt. Parks schreibt häufig Essay-Beiträge für den New York Review of Books. Er wurde zweimal für den Booker-Prize nominiert, 1997 auf der Shortlist mit Europa und 2003 auf der Longlist mit Judge Savage.

## Auszeichnungen
- 1986 Somerset Maugham Award

## Werke

### Romane
- 1985: Tongues of Flame
  - Flammenzungen, dt. von Veronika Cordes, Schneekluth, München 1990. ISBN 3-7951-1123-4
- 1986: Loving Roger
  - Roger zu lieben, dt. von Hans M. Herzog, Schneekluth, München 1988. ISBN 3-7951-1070-X
- 1987: Home Thoughts
  - Julias Abschied, dt. von Veronika Cordes; Schneekluth, München 1992. ISBN 3-7951-1167-6
- 1989: Family Planning
  - Alle lieben Raymond, dt. von Ulrike Becker und Claus Varrelmann; Kunstmann, München 1997. ISBN 3-88897-177-2
- 1990: Cara Massimina
  - Italienische Verhältnisse, dt. von Lutz-W. Wolff; Goldmann, München 1991. ISBN 3-442-41017-7
  - auch als: Der ehrgeizige Mr. Duckworth, gleiche Übersetzung; Kunstmann, München 2015. ISBN 978-3-88897-930-9
- 1992: Italian Neighbours
  - Ein Haus im Veneto, dt. von Katharina Foers und Gerlinde Schermer-Rauwolf; Droemer Knaur, München 1994. ISBN 3-426-60237-7
- 1992: Goodness
  - Gute Menschen, dt. von Ulrike Becker und Claus Varrelmann; Kunstmann, München 1996. ISBN 3-88897-163-2
- 1993: Shear
  - Der Gutachter, dt. von Günter Ohnemus; Kunstmann, München 1995. ISBN 3-88897-096-2.
- 1995: Mimi's Ghost
  - Mimis Vermächtnis, dt. von Sabine Lohmann; Goldmann, München 1996. ISBN 3-442-42819-X.
  - auch als: Mr. Duckworth wird verfolgt, gleiche Übersetzung; Kunstmann, München 2015. ISBN 978-3-88897-931-6.
- 1997: Europa
  - Europa, dt. von Ulrike Becker und Claus Varrelmann; Kunstmann, München 1998. ISBN 3-88897-202-7.
- 1999: Destiny
  - Schicksal, dt. von Ulrike Becker; Kunstmann, München 2001. ISBN 3-88897-257-4
- 2003: Judge Savage
  - Doppelleben, dt. von Michael Schulte; Kunstmann, München 2003. ISBN 3-88897-323-6
- 2005: Rapids
  - Weißes Wasser, dt. von Ulrike Becker; Kunstmann, München 2005. ISBN 3-88897-382-1.
- 2006: Cleaver
  - Stille, dt. von Ulrike Becker; Kunstmann, München 2006. ISBN 978-3-88897-443-4.
- 2009: Dreams of Rivers and Seas
  - Träume von Flüssen und Meeren, dt. von Ulrike Becker, Kunstmann München 2009. ISBN 978-3-88897-579-0.
- 2012: The Server (Taschenbuchausgabe als: Sex is Forbidden)
  - Sex ist verboten; dt. von Ulrike Becker; Kunstmann, München 2012. ISBN 978-3-88897-773-2.
- 2013: Painting Death
  - Mr. Duckworth sammelt den Tod, dt. von Ulrike Becker; Kunstmann, München 2015. ISBN 978-3-88897-932-3.
- 2016: Thomas and Mary: a Love Story. London: Harvill Secker, 2016
  - Thomas & Mary; dt. von Ulrike Becker; Kunstmann, München 2017. ISBN 978-3-95614-164-5.
- 2017: In Extremis. London: Harvill Secker, 2017.
  - In Extremis. Übersetzung von Ulrike Becker; Kunstmann, München 2018. ISBN 978-3-95614-272-7.
- Mr. Geography, 2024

### Sachliteratur
- 1996: An Italian Education
  - Mein Leben im Veneto, dt. von Bernhard Jendricke, Gerlinde Schermer-Rauwolf und Thomas Wollermann; Droemer Knaur; München 1997. ISBN 3-426-60503-1
- 1997: Translating Style: English Modernists and their Italian translations
- 1998: Adultery and other Diversions
  - Ehebruch und andere Zerstreuungen, deutsch von Ulrike Becker, Ruth Keen und Claus Varrelmann; Kunstmann, München 1999. ISBN 3-88897-214-0
- 2001: Hell and Back: Reflections on Writers and Writing from Dante to Rushdie
- 2001: A Season with Verona
  - Eine Saison mit Verona, dt. von Andreas Jäger; Goldmann, München 2003. ISBN 3-442-45374-7
- 2005: Medici Money: Banking, Metaphysics and Art in Fifteenth-Century Florence
  - Das Geld der Medici, dt. von Susanne Höbel. Kunstmann, München 2007. ISBN 978-3-442-15526-2
- 2010: Teach Us to Sit Still: A Sceptic's Search for Health and Healing
  - Die Kunst stillzusitzen: Ein Skeptiker auf der Suche nach Gesundheit und Heilung, dt. von Ulrike Becker; Kunstmann, München 2010. ISBN 978-3-88897-680-3.
- 2013: Italian Ways: On and off the Rails from Milano to Palermo.
  - Italien in vollen Zügen, Kunstmann, München 2014. ISBN 978-3-88897-971-2.[7]
- Where I'm reading from
  - Worüber wir sprechen, wenn wir über Bücher sprechen. Übersetzung Ulrike Becker; Ruth Keen. Antje Kunstmann Verlag, München 2016. ISBN 978-3-442-15985-7.
  -  Bin ich mein Gehirn? : Dem Bewusstsein auf der Spur. Übersetzt von Ulrike Becker. Antje Kunstmann Verlag, München 2021. ISBN 978-3-95614-388-5.

## Hörbücher
- 2001: Schicksal, Kunstmann München, ISBN 3-88897-287-6, gekürzt, 2 CDs gelesen von Hanns Zischler, Min. 268 Min.
- 2007: Stille, Kunstmann München, ISBN 978-3-88897-476-2, gekürzt, 5 CDs, gelesen von Axel Milberg, 389 Min.

## Film
- Stille, nach dem Roman. Regie Xaver Schwarzenberger. ARD, 2013